# Кроссворд

Сетка классического кроссворда (соблюдена поворотная симметрия)

Кроссво́рд (англ. Crossword — пересечение слов) — головоломка, представляющая собой переплетение рядов клеточек, которые заполняются словами по заданным значениям.
Обычно значения слов задаются описательно под этой фигурой, сначала значения слов, которые должны получиться по горизонтали, затем — по вертикали.

## Правила классического кроссворда
Кроссворд, как и многие игры, не имеет строгих правил и жёстких ограничений, но есть традиции, которых придерживается большинство «кроссвордных» изданий. Обычно, когда упоминаются «правила кроссворда», имеется в виду именно этот негласный стандарт, и уточняются только отклонения от него.
| Правило | Вариации |
| --- | --- |
| Кроссворд — игра, состоящая в разгадывании слов по определениям. К каждому слову даётся текстовое определение, в описательной или вопросительной форме указывающее некое слово, являющееся ответом. Ответ вписывается в сетку кроссворда и, благодаря пересечениям с другими словами, облегчает нахождение ответов на другие определения. | Вместо текстовых определений могут выступать любые задачи, позволяющие дать ответ в одно слово (ребусы, иллюстрации, отдельные головоломки). Также встречаются «числовые» кроссворды, ответы на которые — не слова, а числа (например, даты неких событий).                                                                                           |
| Загаданные слова представлены в кроссворде в виде цепочки ячеек, в каждую из которых по порядку вписываются буквы ответа — по одной в каждую ячейку. В классическом кроссворде ячейки имеют вид квадратных клеток, собранных в прямую линию. | Очевидно, можно нарушить правило «одна ячейка — одна буква», но такой кроссворд уже не может считаться «классическим». |
| Слова «пересекаются» друг с другом, образуя сетку кроссворда. Сетка должна быть связной, без изолированных участков, «оторванных» от остальной сетки. Классическая сетка кроссворда состоит из слов, написанных по вертикали (сверху вниз) и горизонтали (слева направо). Любое слово должно быть пересечено как минимум дважды. | Довольно часто для сетки используют разнообразные геометрические формы — например, круг со словами, вписываемыми по окружности и радиусам, или «звёздочку» из пересекающихся кривых. |
| Для привязки ответов к определениям в кроссворде последовательно нумеруются ячейки, содержащие первые буквы ответов. Нумерация идёт по правилам чтения: слева направо и сверху вниз. Слова, идущие из одной клетки в разных направлениях, нумеруются одной цифрой. В списке определений уточняется направление каждого слова (чаще всего определения сгруппированы по направлениям).                                                                                      | Если направление чтения отличается от европейского, то и порядок нумерации кроссворда может меняться. Например, в Израиле — справа налево и сверху вниз, в Японии — сверху вниз и слева направо. Использование другой системы нумерации первых ячеек (например, по принципу «морского боя»), не отменяет того факта, что эта головоломка — кроссворд. |
| Слова-ответы должны быть существительными в именительном падеже и единственном числе. Множественное число допускается только тогда, когда оно обозначает единственный предмет (то, что в лингвистике называется pluralia tantum) или единственное число редко употребляется («родители», а не «родитель»). Во многих языках это правило не имеет смысла (так как одно слово может выполнять роль и существительного, и прилагательного, и даже глагола) и не соблюдается. | Исключение для множественного числа может трактоваться довольно широко, так что в кроссворде можно встретить не только «валенки» как название песни, но и «сапоги», «дети» и т. п. Естественно, определение к такому слову должно однозначно указывать на множественное число.                                                                        |
| В ответах кроссворда не различаются прописные и строчные буквы. Во многих языках принято не делать различий между определёнными буквами (в частности, опускать диакритические знаки). В русском языке это правило применяется к букве «Ё», приравнивающейся к «Е». | Встречаются кроссворды (чаще — сканворды), в которых «объединяются» буквы «Й» и «И». Это правило облегчает работу составителя в ущерб качеству головоломки. |

Хорошим тоном (но не правилом) считается симметрия сетки кроссворда относительно вертикальной, горизонтальной или диагональных осей. Возможна также симметрия относительно центральной точки, при которой сетка не изменяется при повороте на 180°.
Традиционно ячейка для буквы обозначается белым цветом, а пустое пространство, со всех сторон окруженное белыми ячейками, заливается чёрным или серым цветом. Обычно рамка белой ячейки тоньше на границе двух ячеек, что визуально подчёркивает их объединение.

## История

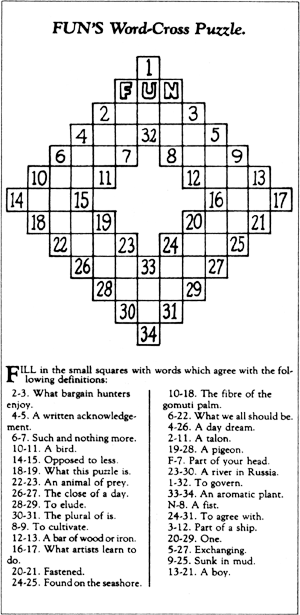
Кроссворд Уинна, 1913

Исследователям встречались находки, похожие на кроссворд, датированные ещё I—IV вв. н. э. В частности, во время раскопок, производимых в Помпеях, была обнаружена головоломка, удивительно напоминающая современный кроссворд, которую учёные датировали 79 годом н. э. При этом существуют различные версии изобретения кроссвордов. Среди стран, претендующих на звание родины кроссвордов, Италия, Великобритания, США.
По одной из версий, прототипы современных кроссвордов появились ещё в XIX веке. Самый первый дошедший до нас кроссворд был опубликован в 1875 году в сентябрьском номере журнала «Святой Николас» в Нью-Йорке. При этом первый кроссворд, соответствующий современным представлениям о кроссворде, был создан журналистом Артуром Уинном и опубликован в воскресном номере газеты «New York World» 21 декабря 1913 года.
Кроссворды стали популярны в середине 1920-х годов.
В приложении «Наш мир» к берлинской русскоязычной газете «Руль» 22 февраля 1925 года впервые употребляется термин «крестословица», который был придуман Владимиром Владимировичем Набоковым для кроссвордов. Набоковым были составлены первые русскоязычные кроссворды, которые также публиковались в газете «Руль» (об этом он упоминает в автобиографии «Память, говори»).
Один из первых советских кроссвордов («переплетенные слова») был опубликован в номере от 18 августа 1925 года ленинградской «Новой вечерней газеты» .
Широкую популярность приобрели кроссворды, публиковавшиеся в течение многих десятилетий в журнале «Огонек».
С 1973 года в журнале «Наука и жизнь» публикуются «кроссворды с фрагментами» (см. ниже).
Крупнейший по размерам и количеству слов кроссворд был сделан на стене здания культурного центра во французском городе Нанси (в нем зашифровано 4245 понятий и он имеет размер 12,5 х 12,5 метра при размере клетки 10 см).
В постсоветское время в центральных газетах появились «фирменные» авторские кроссворды (например, призовые кроссворды Виктора Боборико в газете «Поле чудес» или традиционный «кроссворд от Олега Васильева» в «КП»).
В конце 1990-х появились специализированные «кроссвордные» газеты. Кроме классических кроссвордов и их разновидностей, упомянутых ниже, в печати появились и стали весьма популярны «скандинавские» кроссворды (более известные как «сканворд»), а также цифровые головоломки. Сначала «рисование по числам», переименованное в «японский кроссворд», затем «судоку», «какуро» и многочисленные их вариации.
На 2013 год в мире зарегистрировано более четырёхсот печатных изданий, публикующих кроссворды и головоломки (как словесные, так и цифровые) различной степени сложности.
Кроссворд продолжает развиваться как по форме, так и по содержанию. Существует множество разновидностей этой игры. В разных странах есть свои любимые варианты кроссворда, причем они могут использоваться не только как полезное развлечение, но и в учебных целях. Во многих странах проводятся конкурсы по решению и составлению кроссвордов, существуют клубы любителей кроссвордов (в России — Международный клуб русских кроссвордов «Крестословица» в Ст.-Петербурге).

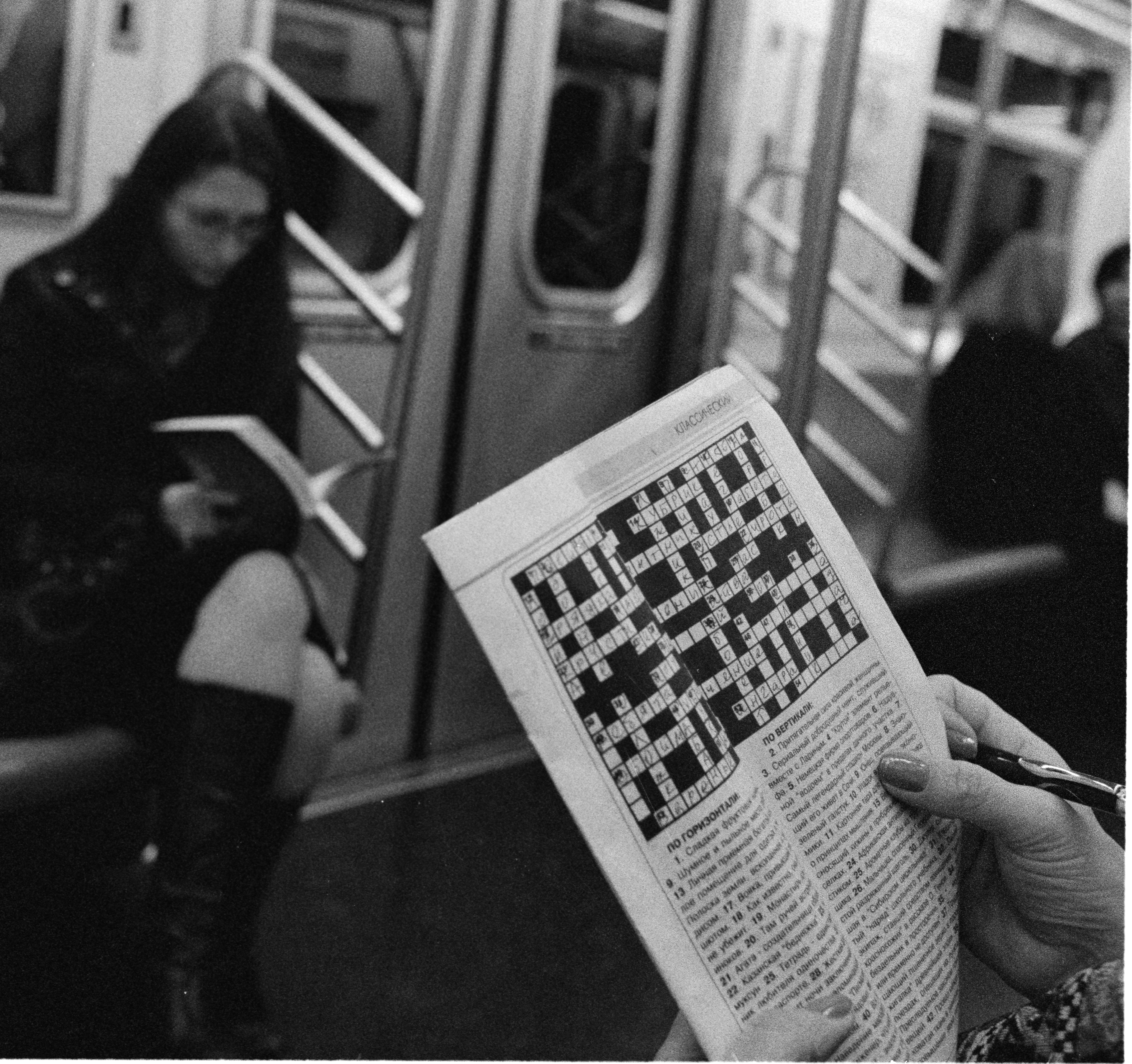

## Разновидности кроссвордов

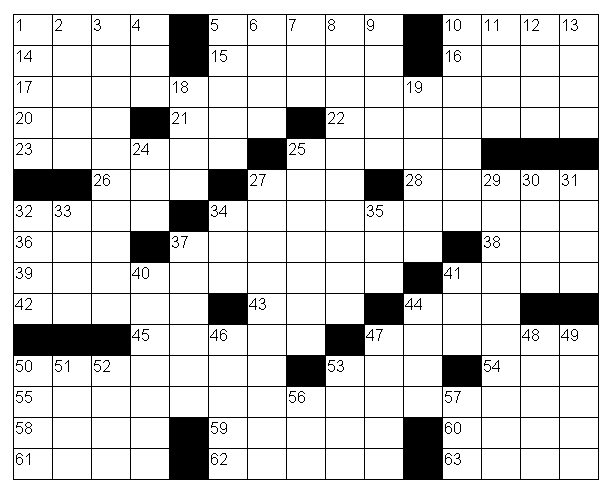
Сетка американского варианта кроссворда

Сетка японского варианта кроссворда

«Кроссвордами» в русскоязычных развлекательных газетах зачастую называются головоломки, в которых слова не пересекаются (а это основное правило кроссворда) или слов нет вовсе (как в так называемых «японских кроссвордах»). Очень часто «географическое» название не несёт никакой смысловой нагрузки: «американским кроссвордом» называют головоломку, сочетающую правила классического и «японского кроссворда», при этом в США и Японии действительно есть кроссворды, отличающиеся от европейских, но это все-таки кроссворды, хотя и с несколькими дополнительными правилами.
В американском варианте кроссворда все клетки должны находиться на пересечении слов. Так что сетка получается не разреженной, как в европейских, а плотной, как в скандинавских кроссвордах. Правда, составители этих кроссвордов не считают зазорным использовать в качестве загаданных слов аббревиатуры, разговорные или иноязычные слова и даже, например, название клавиши «ESC» или направление «NNW» (северо-северо-запад).
В японском варианте кроссворда чёрные клетки не должны соприкасаться сторонами (а значит, не должно быть блоков из чёрных клеток — соответственно, плотность сетки также приближается к сканвордной) и угловые клетки сетки должны быть белыми (так что сетка обязательно остается строгим прямоугольником). Очевидно, ответы вписываются на японском, то есть каной и (реже) иероглифами. Поэтому допустимы даже «двухклеточные» слова.
Далее приводится список названий головоломок, встречающихся в печати. Как уже было сказано, название чаще носит «завлекательный» характер, чем отражает историю или правила головоломки.
- Скандинавский кроссворд (сканворд) от классического кроссворда отличается значительно большим количеством пересечений слов по вертикали и горизонтали, а также тем, что в сканворде вместо развернутых вопросов в отдельной графе в отдельных клеточках пишутся краткие определения, по ассоциации с которыми можно угадать искомое слово[2]. Вопросами в сканворде могут также служить изображения или фотографии — как правило, занимающие несколько клеток сетки либо пронумерованные. В идеале плотность сетки сканворда должна быть стопроцентной. То есть все его поле (обычно прямоугольник, возможны «врезки» под рекламу, анекдоты и пр.) должно быть заполнено клетками, в которые вписывается либо определение, либо буква отгаданного слова.
- Антикроссворд — кроссворд, в котором определения не нужны: все слова уже известны и их требуется расставить по готовой сетке.
- Венгерский кроссворд (филворд) представляет собой поле из клеток, в которые уже вписаны буквы ответов. В цепочке клеток, составляющих каждый ответ, соседние клетки должны соприкасаться сторонами, как в игре в «балду». Слова-ответы не пересекаются и не имеют общих клеток с другими словами. Эта головоломка значительно проще кроссворда и часто публикуется в детских изданиях (с ребусами или иллюстрациями вместо определений). Также венгерский кроссворд может быть использован как часть другой головоломки — например, взамен опущенных определений классического или скандинавского кроссворда. Часто после разгадывания венгерского кроссворда на поле остаются «лишние» буквы — из них (по порядку или анаграммой) составляется общий ответ на головоломку.
- Английский кроссворд подобен венгерскому, используется такое же поле с буквами, но каждое слово всегда идёт в одном направлении (в том числе и диагональном), не ломаясь внутри себя. При этом, в отличие от венгерского кроссворда, слова могут пересекаться в буквах, таким образом одна и та же буква может принадлежать разным словам. Так же, как и в венгерском кроссворде, после разгадывания всех слов на поле могут остаться «лишние» буквы, составляющие общее ключевое слово кроссворда.
- Африканский кроссворд — в прямоугольном поле вычёркиваются повторяющиеся буквы в каждом столбце и каждой строчке. Из оставшихся символов составляется слово — ответ на кроссворд.
- Американский кроссворд — это классический кроссворд, у которого вместо сетки дано прямоугольное поле ячеек, а определения привязаны к конкретным горизонталям и вертикалям, но точное положение ответов неизвестно. Как правило, указана длина и порядок ответов на линии, так что исходная сетка кроссворда может быть найдена методом, аналогичным решению японской головоломки. Симметрия сетки может облегчить решение, но обычно она не соблюдается. Эта головоломка весьма популярна, и существуют издания, посвящённые исключительно американским кроссвордам и американским сканвордам (вариация с более плотной сеткой и определениями в «сканвордном» стиле).

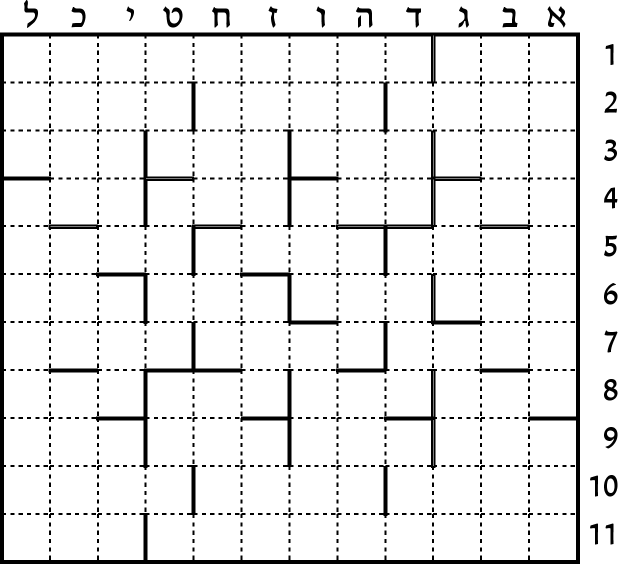
Кроссворд с перегородками из израильского издания (опубликован под названием «итальянский»)

- Эстонский кроссворд аналогичен классическому, но его сетка не содержит пустых ячеек. Ячейки, не принадлежащие одному ответу, разграничиваются толстой линией. В англоязычных изданиях этот вариант так и называется: англ. barred crossword — «кроссворд с перегородками».
- Японский кроссворд
- Ключворд или кейворд — особый вид кроссворда, в котором требуется восстановить исходный кроссворд, каждая буква которого зашифрована определённой цифрой. Связь между буквами и цифрами (в пределах одной головоломки) всегда однозначная, то есть каждой букве соответствует строго определённая цифра и наоборот.
- Линейный кроссворд (чайнворд, кроссчайнворд)

- В циклокроссворде (циклическом кроссворде) слова располагаются вокруг клетки с номером соответствующего вопроса[8]. Отличительной особенностью такого кроссворда является одинаковое количество букв во всех загаданных словах — как правило, 4, 6 или 8. Пересечения слов происходят по дуге окружности. При этом если слово находится не на краю сетки, то все его буквы, так или иначе, одновременно являются буквами соседних слов.
- Кроссворд с фрагментами впервые опубликован в июньском номере советского журнала «Наука и жизнь» за 1973 год и с тех пор публикуется регулярно. Вместо прямых определений каждое слово здесь зашифровано «фрагментом»: картинкой, цитатой, математической или химической формулой, списком с пропущенным элементом, географической картой, рецептом приготовления, ребусом и тому подобное. Если нужно, даётся указание, что именно нужно угадать, например, название, автора, персонажа или жанр процитированного произведения.[9][10]
- Спейсворд (трёхмерный кроссворд) — кроссворд, слова в котором расположены таким образом, что при рассечении его плоскостями, параллельными координатным плоскостям и отстоящими друг от друга на заданное расстояние-шаг, в сечениях образуются кроссворды.

В качестве образца в декабре 2000 г. был создан 3D-Спейсворд (трёхмерный пространственный кроссворд со специализированной структурой).

## Компьютерные программы
С конца 1990-х годов для составления кроссвордов применяется специализированное программное обеспечение.
Как правило, компьютерные программы предоставляют пользователю возможность вручную рисовать сетку головоломки и вручную подбирать для неё слова. Тем не менее, возможности ПО позволяют также полностью автоматизировать процесс составления головоломки. При этом рисование сетки кроссворда и последующее её заполнение происходит исключительно путём применения программных алгоритмов, без участия человека, что, по мнению разработчиков ПО, делает головоломки интереснее.
Одной из первых программ для составления кроссвордов стал запатентованный в 1997 году Crossword Weaver. Для создания кроссвордов также могут использоваться программы Crossdown, Crossword Compiler для Windows (также поддерживает работу с судоку) и Crossfire для MacOS.
Современное программное обеспечение, как правило, имеет встроенный словарь, содержащий либо одни слова, либо слова и набор определений к ним. При этом пользователю может предоставляться возможность отфильтровать слова, соответствующие теме кроссворда.
В ряде компьютерных программ также реализована возможность добавить свои слова в словарь или удалить уже имеющиеся в нём.